# 코마츠 미호 8 ~a piece of cake~
《코마츠 미호 8 : a piece of cake》(일본어: 小松未歩 8 〜a piece of cake〜 こまつみほ エイト ア ピース オブ ケーク[*])는 코마츠 미호의 8번째 음반이다.

## 내용
- 2006년 4월 26일에 발매.
- 〈I just wanna hold you tight〉에서 〈사랑이 되어라...〉까지의 싱글곡 등을 수록한 8번째 음반이다.
- 악곡제공한 이와타 사유리의 〈기분이 나빠지는 나〉를 같은 작품내에서 셀프 커버하고 있다. 또한, 《코마츠 미호 6th : 꽃이 가득한 들판》에서 수록되어왔던 리믹스 악곡은 이 작품에서는 수록되어있지 않다.
- 자켓 사진 및 부클릿 사용 사진은 오사카부 오사카시 주오구 기타하마에 있는, 기타하마 레트로 앤티크라는 케이크 샵에서 촬영됐다.

## 수록곡
1. 푸른 여름(蒼い夏)
  - 작사 · 작곡: 코마츠 미호, 편곡: 후루이 히로히토

24번째 싱글 〈I just wanna hold you tight〉의 커플링곡.
2. deep grief
  - 작사 · 작곡: 코마츠 미호, 편곡: 코바야시 사토루
3. 사랑이 되어라...
  - 작사 · 작곡: 코마츠 미호, 편곡: 오가 요시노부

26번째 싱글
4. my darling
  - 작사 · 작곡: 코마츠 미호, 편곡: 오가 요시노부
5. 봄의 기억(はるのきおく)
  - 작사 · 작곡: 코마츠 미호, 편곡: 오카모토 히토시
  - 2010년 3월에 발매된 《THE IDOLM@STER MASTER SPECIAL“SPRING”》에서 커버됐다. 노래한 것은 미나세 이오리 역의 쿠기미야 리에.
6. 신은 계속 보고 있어(神様はジッと見てる)
  - 작사 · 작곡: 코마츠 미호, 편곡: 아사이 히로시
7. 당신의 색(あなた色)
  - 작사 · 작곡: 코마츠 미호, 편곡: 후루이 히로히토

25번째 싱글
8. I just wanna hold you tight
  - 작사 · 작곡: 코마츠 미호, 편곡: 코바야시 사토루

24번째 싱글
9. 기분이 나빠지는 나(不機嫌になる私)
  - 작사 · 작곡: 코마츠 미호, 편곡: 오가 요시노부

이와타 사유리의 〈기분이 나빠지는 나〉의 셀프 커버 키는 바뀌지 않지만 템포가 빠르다
10. 해바라기의 오솔길(向日葵の小径)
  - 작사 · 작곡: 코마츠 미호, 편곡: 오카모토 히토시

25번째 싱글 〈당신의 색〉의 커플링곡.
11. 당신의 손(アナタノ手)
  - 작사 · 작곡: 코마츠 미호, 편곡: 후루이 히로히토
12. 눈물 뒤에(涙のあとに)
  - 작사 · 작곡: 코마츠 미호, 편곡: 이케다 다이스케

## 같이 보기
- 빙 (기업)